# Tratado de Edimburgo

Brasão real de Maria, Rainha da Escócia, França e Inglaterra

Brasão real de Maria, Rainha da Escócia e da França (pós-tratado)

O Tratado de Edimburgo (também conhecido como Tratado de Leith) foi um tratado elaborado em 5 de julho de 1560 entre os Comissários da Rainha Elizabeth I da Inglaterra com o consentimento dos Lordes Escoceses da Congregação e os representantes franceses do Rei Francisco II da França (marido de Maria da Escócia) para concluir formalmente o cerco de Leith e substituir a Auld Alliance pela França por um novo acordo anglo-escocês, mantendo a paz entre a Inglaterra e a França acordada pelo Tratado de Cateau-Cambrésis.

## Termos
Foi acordado entre a França e a Inglaterra que todas as suas forças terrestres e navais se retirariam da Escócia. Maria e Francisco II da França não devem usar as armas e sinais da Inglaterra e da Irlanda em sua heráldica. Maria e Francisco cumpririam as representações feitas pela nobreza e pelo povo da Escócia em 6 de julho de 1560.
Os termos deste tratado são ocasionalmente confundidos com os atos do Parlamento da Reforma de 1560, que se reuniu em agosto e procurou estabelecer a igreja protestante na Escócia. No entanto, o tratado não foi ratificado por Maria da Escócia, a monarca escocesa reinante na época, apesar da considerável pressão sobre ela para fazê-lo no período até 1567. Mesmo assim, teve o efeito pretendido da retirada das tropas francesas da Escócia no tempo, e a eventual queda da Igreja Católica Romana na Escócia.

Maria pode não ter desejado que o Tratado fosse ratificado, pois ela era fortemente ligada à França, tendo sido sua rainha consorte, e via os Senhores da Congregação como rebeldes contra sua mãe, Maria de Guise. Ela também não ratificou o tratado porque declarou oficialmente Elizabeth a monarca da Inglaterra, uma posição que Maria desejava para si mesma. O Regime Gowrie tentou ratificar o tratado em abril de 1583.